# 薛明
薛 明（せつ めい、1987年2月23日 - ）は、中華人民共和国の女子バレーボール選手。
2001年、北京の女子バレーボールチームに入団。2005年、中国女子代表に選出された。2007年、ワールドグランプリに出場した。